# 细花瑞香
细花瑞香（学名：Daphne tenuiflora），为瑞香科瑞香属下的一个植物变种。